# РТ-21
РТ-21 е междуконтинентална балистична ракета (МКБР) разработена от СССР по време на Студената война. Условното обозначение на НАТО за ракетата е SS-16 Sinner (Грешник).
РТ-21 е първата МКБР на мобилна установка конструирана от СССР. Ракетата силно наподобява РТ-21М, като използва нейната технологична основа. Обсегът ѝ е 10 500 км и пренася една бойна глава с мощност от 0,65 до 1,5 мт. В средата на 80-те години на 20 век програмата по разработката на РТ-21 е прекратена.

## Оператори
СССР — Стратегическите ракетни войски са били единствен оператор на РТ-21.